# Badminton vid olympiska sommarspelen 2000
Badmintonturneringen vid olympiska sommarspelen 2000 avgjordes i  Ross Pavillon, Sydney Olympic Park, Sydney.

## Medaljtabell
| Medaljfördelning |                |      |        |       |        |
| Placering        | Nation         | Guld | Silver | Brons | Totalt |
| 1                | Kina           | 4    | 1      | 3     | 8      |
| 2                | Indonesien     | 1    | 2      | 0     | 3      |
| 3                | Sydkorea       | 0    | 1      | 1     | 2      |
| 4                | Danmark        | 0    | 1      | 0     | 1      |
| 5                | Storbritannien | 0    | 0      | 1     | 1      |

## Medaljfördelning
| Klass                   | Guld                                  | Silver                                   | Brons                                    |
| Herrsingel Detaljer...  | Ji Xinpeng (CHN)                      | Hendrawan (INA)                          | Xia Xuanze (CHN)                         |
| Damsingel Detaljer...   | Gong Zhichao (CHN)                    | Camilla Martin (DEN)                     | Ye Zhaoying (CHN)                        |
| Herrdubbel Detaljer...  | Indonesien Tony Gunawan Candra Wijaya | Sydkorea Lee Dong-soo Yoo Yong-sung      | Sydkorea Ha Tae-kwon Kim Dong-moon       |
| Damdubbel Detaljer...   | Kina Ge Fei Gu Jun                    | Kina Huang Nanyan Yang Wei               | Kina Gao Ling Qin Yiyuan                 |
| Mixeddubbel Detaljer... | Kina Zhang Jun Gao Ling               | Indonesien Tri Kusharyanto Minarti Timur | Storbritannien Simon Archer Joanne Goode |